# 北緯30度線
北緯30度線（ほくい30どせん）は、地球の赤道面より北に地理緯度にして30度の角度を成す緯線である。ちょうど北極点から赤道までの距離の3分の1の地点を通り、アフリカ、アジア、太平洋、北アメリカ、大西洋を通過する。
この緯度の下では、夏至点時の可照時間は14時間5分で、冬至点時は10時間13分である。
およそ北半球における亜熱帯高圧帯の南限にあたり、これは北緯30度線上の陸地の大部分は砂漠気候もしくはステップ気候であることを意味する。また、この緯線付近にあっても、十分な水源を有し、湿潤な風が吹く地域である場合、亜熱帯に区分されることが多い。
北緯30度線と北緯50度線に囲まれた地域はワイン用のブドウ栽培に適しているため、ワインベルトとも呼ばれている。
この緯度上では、度数法による度・分・秒で分画される子午線弧長は以下の長さに相当する。
- 1度 =  96.49 km
- 1分 =   1.61 km
- 1秒 =  26.80 m

## 通過する地域一覧
北緯30度線は、本初子午線から東に向かって以下の場所を通っている。
| 地理座標                                               | 国土・領土・領海 | 備考 |
| ------------------------------------------------------ | ---------------- | --- |
| 北緯30度0分 東経0度0分 / 北緯30.000度 東経0.000度      | アルジェリア     | |
| 北緯30度0分 東経9度28分 / 北緯30.000度 東経9.467度     | リビア           | |
| 北緯30度0分 東経24度56分 / 北緯30.000度 東経24.933度   | エジプト         | |
| 北緯30度0分 東経34度32分 / 北緯30.000度 東経34.533度   | イスラエル       | |
| 北緯30度0分 東経35度11分 / 北緯30.000度 東経35.183度   | ヨルダン         | |
| 北緯30度0分 東経38度0分 / 北緯30.000度 東経38.000度    | サウジアラビア   | |
| 北緯30度0分 東経43度38分 / 北緯30.000度 東経43.633度   | イラク           | |
| 北緯30度0分 東経47度9分 / 北緯30.000度 東経47.150度    | クウェート       | 本土およびワルバ島                                                                                         |
| 北緯30度0分 東経48度9分 / 北緯30.000度 東経48.150度    | ペルシャ湾       | |
| 北緯30度0分 東経48度16分 / 北緯30.000度 東経48.267度   | イラク           | |
| 北緯30度0分 東経48度27分 / 北緯30.000度 東経48.450度   | イラン           | |
| 北緯30度0分 東経48度40分 / 北緯30.000度 東経48.667度   | ペルシャ湾       | |
| 北緯30度0分 東経49度33分 / 北緯30.000度 東経49.550度   | イラン           | 約 2km 通過する                                                                                            |
| 北緯30度0分 東経49度34分 / 北緯30.000度 東経49.567度   | ペルシャ湾       | |
| 北緯30度0分 東経50度9分 / 北緯30.000度 東経50.150度    | イラン           | |
| 北緯30度0分 東経61度0分 / 北緯30.000度 東経61.000度    | アフガニスタン   | |
| 北緯30度0分 東経66度19分 / 北緯30.000度 東経66.317度   | パキスタン       | バローチスターン州 パンジャーブ州                                                                          |
| 北緯30度0分 東経73度33分 / 北緯30.000度 東経73.550度   | インド           | ラージャスターン州 パンジャーブ州 ハリヤーナー州 ウッタル・プラデーシュ州 ウッタラーカンド州               |
| 北緯30度0分 東経80度43分 / 北緯30.000度 東経80.717度   | ネパール         | |
| 北緯30度0分 東経82度30分 / 北緯30.000度 東経82.500度   | 中華人民共和国   | チベット自治区 四川省 重慶市 湖北省 湖南省 湖北省 安徽省 江西省 安徽省 浙江省 — 寧波市のすぐ北を通過する。 |
| 北緯30度0分 東経121度38分 / 北緯30.000度 東経121.633度 | 東シナ海         | 杭州湾 |
| 北緯30度0分 東経121度50分 / 北緯30.000度 東経121.833度 | 中華人民共和国   | 浙江省 (舟山群島のうち金塘島、舟山島および普陀山)                                                          |
| 北緯30度0分 東経122度24分 / 北緯30.000度 東経122.400度 | 東シナ海         | |
| 北緯30度0分 東経129度54分 / 北緯30.000度 東経129.900度 | 日本             | 口之島（鹿児島県十島村）                                                                                   |
| 北緯30度0分 東経129度55分 / 北緯30.000度 東経129.917度 | 太平洋           | 日本・屋久島の南を通過 日本・伊豆鳥島と孀婦岩の間を通過                                                    |
| 北緯30度0分 西経115度48分 / 北緯30.000度 西経115.800度 | メキシコ         | バハ・カリフォルニア半島                                                                                   |
| 北緯30度0分 西経114度32分 / 北緯30.000度 西経114.533度 | カリフォルニア湾 | |
| 北緯30度0分 西経112度44分 / 北緯30.000度 西経112.733度 | メキシコ         | |
| 北緯30度0分 西経104度41分 / 北緯30.000度 西経104.683度 | アメリカ合衆国   | テキサス州 ルイジアナ州 — ニューオーリンズのすぐ北を通過する。                                             |
| 北緯30度0分 西経89度27分 / 北緯30.000度 西経89.450度   | メキシコ湾       | |
| 北緯30度0分 西経88度50分 / 北緯30.000度 西経88.833度   | アメリカ合衆国   | ルイジアナ州 - シャンドルール諸島                                                                          |
| 北緯30度0分 西経88度50分 / 北緯30.000度 西経88.833度   | メキシコ湾       | |
| 北緯30度0分 西経85度30分 / 北緯30.000度 西経85.500度   | アメリカ合衆国   | フロリダ州                                                                                                 |
| 北緯30度0分 西経84度22分 / 北緯30.000度 西経84.367度   | メキシコ湾       | アパラチー湾                                                                                               |
| 北緯30度0分 西経83度51分 / 北緯30.000度 西経83.850度   | アメリカ合衆国   | フロリダ州                                                                                                 |
| 北緯30度0分 西経81度19分 / 北緯30.000度 西経81.317度   | 大西洋           | |
| 北緯30度0分 西経9度43分 / 北緯30.000度 西経9.717度     | モロッコ         | |
| 北緯30度0分 西経5度8分 / 北緯30.000度 西経5.133度      | アルジェリア     | |

## 日本

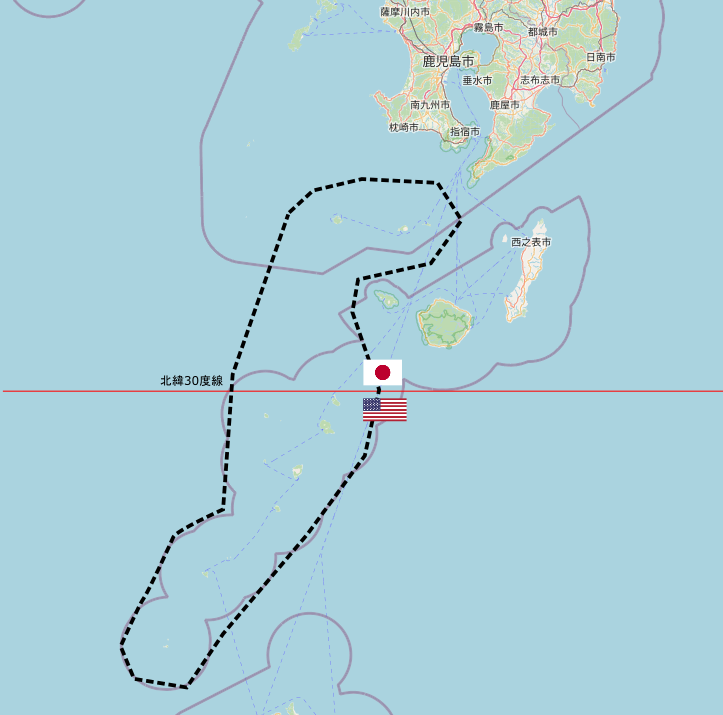
赤線が北緯30度線。当時北緯30度を跨いで設置されていた十島村は1946年に日本統治下とアメリカ合衆国統治下の南北に分断された。

第二次世界大戦の日本敗戦直後の1946年3月22日、北緯30度線以南の南西諸島（北緯30度線が島内を通る口之島の全域を含む）・小笠原諸島が日本の行政権から切り離され、アメリカ軍の統治下に置かれた。1952年2月10日にトカラ列島（北緯29度線以北）が、1953年12月23日に奄美群島（硫黄鳥島を除く与論島以北）が、1968年6月26日に小笠原諸島がそれぞれ日本へ復帰した。
30度線は本土と南西諸島を分かつ線（西日本と沖縄・奄美の境界）で生態系の境界線である。